# Hagnicourt
Hagnicourt [aňikúr] je francouzská obec v departementu Ardensko v regionu Grand Est. V roce 2014 zde žilo 77 obyvatel.

## Poloha obce
Sousední obce jsou: Mazerny, Montigny-sur-Vence, Vaux-Montreuil, Villers-le-Tourneur a Wignicourt.

## Vývoj počtu obyvatel
Počet obyvatel

## Památky
- Zámek Harzillemont ze 16. století s parkem
- Románský kostel sv. Kláry s věží ze 12. století